# Bertrand Campeis
Bertrand Campeis, né le 29 juillet 1977 à Limoges, est un anthologiste et essayiste français de science-fiction.
Il est membre du prix ActuSF de l'uchronie.

## Biographie
D'origine limousine, Bertrand Campeis a vécu principalement en Seine-et-Marne durant son enfance et adolescence. Il exerce la profession de chargé d'études dans la fonction publique.

## Œuvres

### Essais et postfaces
- Le Guide de l'uchronie, avec Karine Gobled, éd. ActuSF, 2015 (2ème édition,complétée et actualisée en 2018. Troisième édition, complétée et actualisée en 2023).
- postface pour le roman Swastika Night de Katharine Burdekin, Éditions Piranha, 2016 (réédition poche chez les Éditions Pocket, 2017).
- préface pour l'anthologie Dimension Renaissance et Temps Modernes (sous la direction de Meddy Ligner), Éditions Rivière Blanche,  2017
- préface pour l'anthologie Dimension Western (sous la direction de Manuel Essard), Éditions Rivière Blanche, 2017
- postface pour le roman Underground Airlines de Ben H. Winters, Éditions ActuSF, 2018.
- postface, avec Karine Gobled, pour l'anthologie Et si Napoléon... (sous la direction de Stéphanie Nicot), Éditions Mnémos, 2021.
- Élaboration des différents numéros de la revue Galaxies nouvelle série n° 75/117, 75 Bis et 75 Ter consacrés à l'uchronie avec Karine Gobled, Pierre Gévart et Jean-Guillaume Lanuque, 2022.
- postface, avec Karine Gobled, pour le roman Summerland de Hannu Rajaniemi, Éditions ActuSF, 2022.

### Anthologies
- Dimension Uchronie 1 (2018)
- Dimension Uchronie 2 (2019)
- Dimension Uchronie 3 (2019)